# 鋼纖海鞘
鋼纖海鞘，又名智利腕海鞘，是復腮目腕海鞘科腕海鞘屬下的一種海鞘。這種海鞘主要分佈於智利及秘魯沿岸，以其岩石般的外觀，以及內部的鮮紅內部為其特徵，獲得「血岩」一名。這個物種也是少數可食的海鞘之一，並相當受智利當地漁民所歡迎，但也因此在近年來遭遇過度捕撈的問題而數量有所減少。

## 命名
鋼纖海鞘最早的有效紀錄出自於智利裔西班牙學者胡安·伊格納西奧·莫利納的關於智利當地動植物的書籍《Saggio Sulla Storia Naturale del Chili》一書內，並為其建立了新屬。

## 分佈
鋼纖海鞘主要分佈於東南太平洋、西南大西洋及南極大西洋沿岸，包含秘魯南部至智利南部，以及阿根廷的瓦尔德斯半岛、埃斯塔多斯岛與福克蘭群島等地，約南緯18至55度、西經58至78度之間的副熱帶及溫帶區域。該區域屬於祕魯涼流系統（Humboldt Current System）的一部分。
這個物種最常見於當地海岸低潮間帶及亞潮帶上，水深約0—200公尺處。且常以大型群落的形式密集于岩石或人造結構上；但也可单个出现。

## 型態

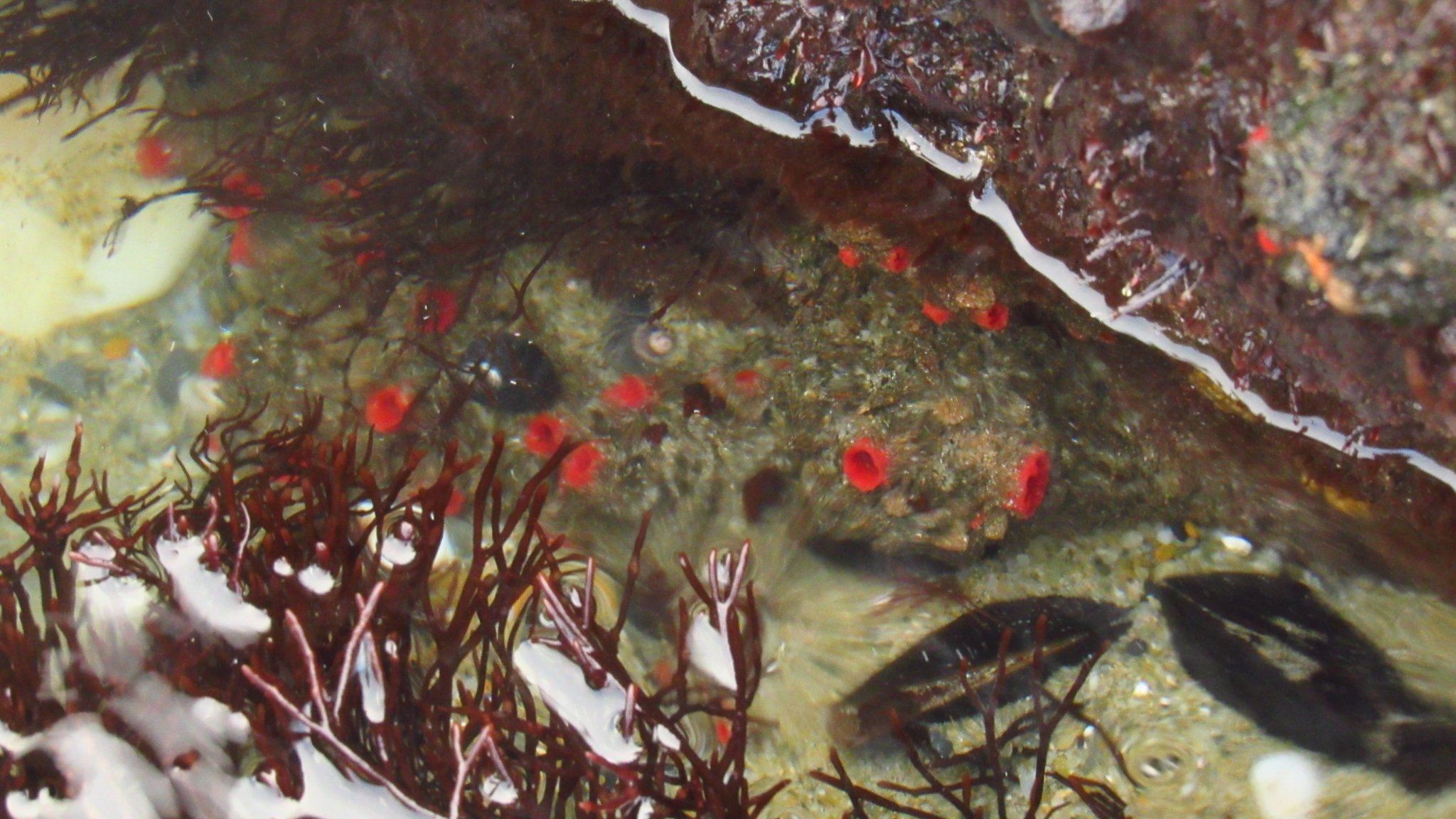
鋼纖海鞘的外觀如同岩石但有著紅色的管狀構造顯露於外以行濾食

鋼纖海鞘成體最大可達20公分長，其如同岩石般的外觀實際上是一層堅硬且不規則的外膜，基部常有雙殼綱貝類或是藤壺的殘骸混入。外膜上有外紅內白的管狀構造，是其体表上少數較為柔軟的部分。其外膜可以牢固地黏附於岩石上或漂浮的結構上，如繩索、浮標、船隻等。

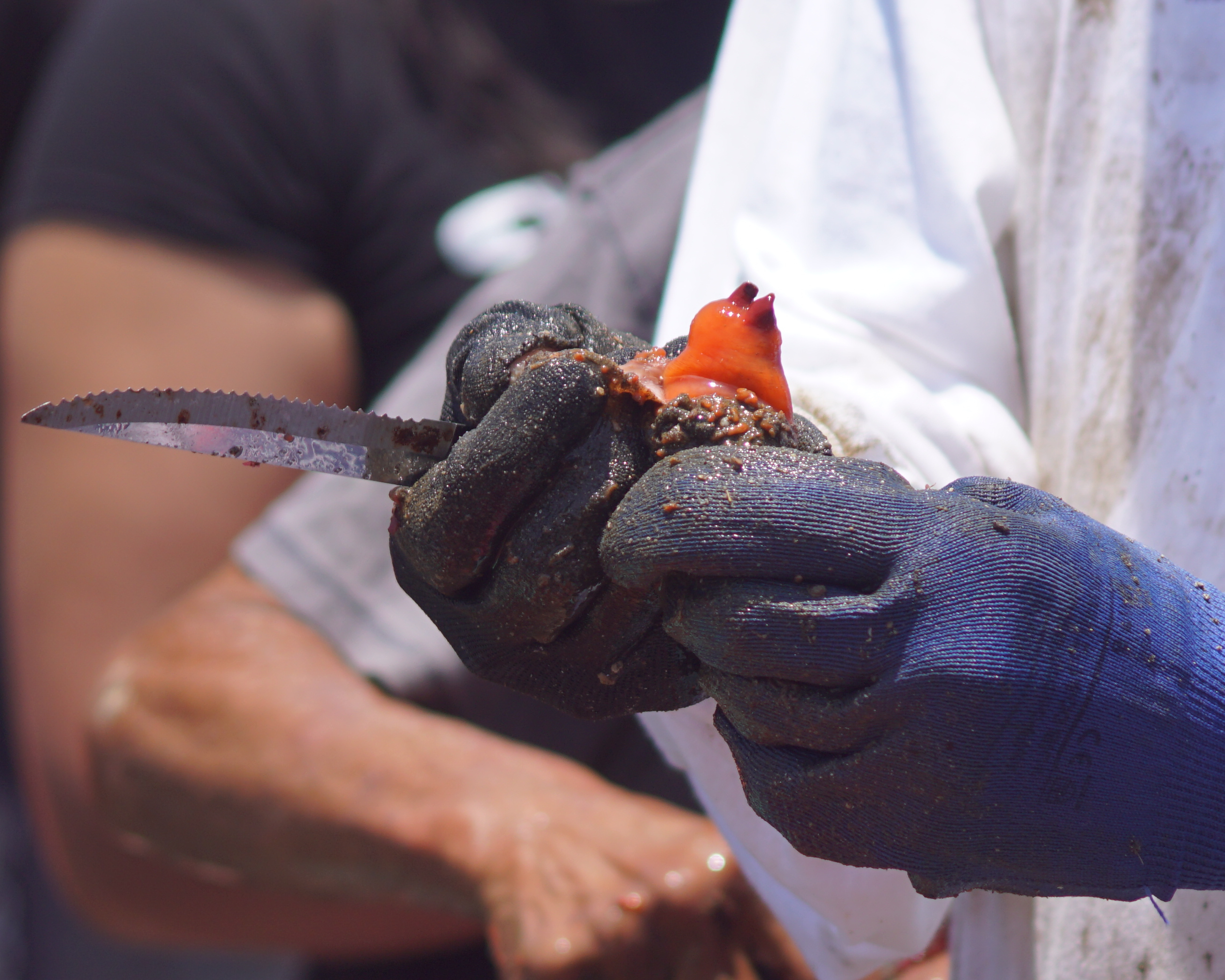
正在被剝去外膜的鋼纖海鞘

除去外膜後，此時外觀會呈現囊狀，該囊由一層柔軟的深紅橙色的皮膜包裹。其“血岩”之名便得名于此。

## 習性

### 繁殖
類似於其他海鞘，鋼纖海鞘同樣為雌雄同體。其雄性和雌性性腺彼此独立，雄性性腺先行成熟後，才逐漸同時具備雄性和雌性功能，但性成熟與否外觀上無從分辨。鋼纖海鞘可選擇自體受精或異體受精，但研究發現儘管異體受精較佔優勢，自體受精在附近缺乏同伴的精子可作為來源時，可作為替代性的策略；後者在受精、附著及變態成功率上與前者相比並無顯著差異性。
這個物種在當地秋冬時期（4月至8月）期間會投入大量能量使性腺成熟，此後全年皆可產卵。其幼蟲階段約僅有12—24小時左右，為棕綠色並具有雙側對稱的扁平結構。在該階段結束後，幼蟲會附著於粗糙物質或同類上，經過約10天的變態過程後逐步發育為成體，變態結束後就會開始行濾食行為。

### 覓食
鋼纖海鞘是一種濾食者，以其紅色的管狀構造溪取水中的碎屑以及浮游生物等有機物質，再自另一根管子排出多餘的水分。

### 生態地位
鋼纖海鞘外膜的基質可作為其他生物的棲息地，被視為是一種生態工程師物種。這個物種的捕食者最主要為人類，也會被海獺、海星、海螺等其他海洋生物所取食。

## 經濟價值與問題

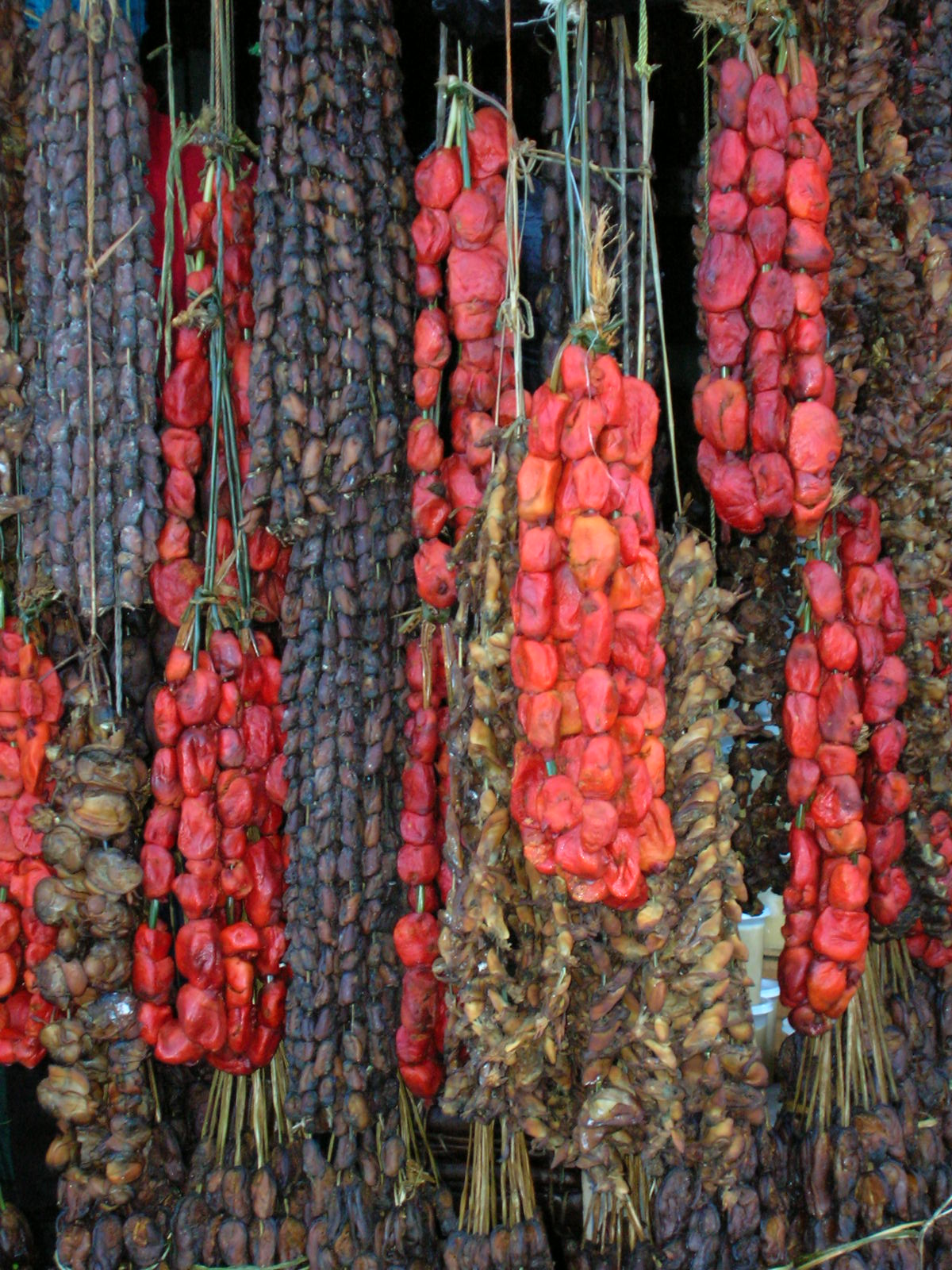
與智利贻贝一同晾乾於繩子上的鋼纖海鞘

大部分的海鞘並不具有商業價值，但鋼纖海鞘是當中的少數例外。该物种在当地是相当受欢迎的海产品，甚至可支撑小規模的漁業活動，並出口至日本及瑞典等地。目前仍無鋼纖海鞘的養殖漁業，而多以採集為主，也常作為養殖扇貝的混獲漁獲物出現。食用時，鋼纖海鞘僅有內部鮮紅的部分可供食用，其口感常帶有強烈的碘味，被形容是「純粹的海洋味」；但也有些不喜歡其味道的人會稱其「肥皂味」。在智利北部常以生食沾檸檬汁食用，在南部則以處理後掛在繩上晾乾，再加入湯品或燉菜中為主；且逐漸有進入高級餐廳成為高級食材之姿。
但由于渔业影响，鋼纖海鞘在非保護區潮間帶的族群的數量和大小遠遠小於保護區內的族群，並連帶影響其繁殖成功率。且該種海鞘在食用方面也有些疑慮：除了鐵（1,105.4毫克每公升）、鈦（277.8毫克每公升）積累於血液細胞內之外，也有釩累積於血漿內（1.9毫克每公升）。同時其體內帶有一定量的軟骨藻酸，攝入太多該成分容易導致失憶性貝類中毒。

## 對人類生殖的影響
在智利的奇洛埃岛 (Chiloé Island)，婦女在懷孕期間攝取更多的鋼纖海鞘，據說會增加多胞胎的發生率。然而，從人類繁殖機制來看，這種說法的真實性仍然令人懷疑。
據說它具有春药的特性，而且在服用後的一段時間內對男性有顯著的類似西地那非的效果。

## 外部連結
- 维基共享资源上的相關多媒體資源：鋼纖海鞘